# Hieracium concinnatum
Hieracium concinnatum es una especie de planta con flor del género Hieracium, de la familia Asteraceae, orden Asterales.

## Distribución
Hieracium concinnatum se distribuye por Suecia.

## Taxonomía
Fue descrita científicamente por Ohlsen. Fue publicada en Ark. Bot. 33A(13): 8 (1949).